# Телефонистка (фильм)
«Телефонистка» (азерб. Telefonçu qız, Телефончу гыз) — художественный фильм, снятый по сценарию Исидора Анненского, написанному по одноимённой повести советского писателя и кинорежиссёра Гасана Мехти оглы Сеидбейли.

## Сюжет
Картина рассказывает о сложной судьбе девушки, которая пережила личную драму, о её трудовых буднях, любви, мечтах. Она нашла в себе силы преодолеть все трудности и начать жить сначала.

## В ролях
- Раиса Недашковская — Мехрибан
- Нодар Шашик-оглы — Закир
- Гюндуз Аббасов — Отец Мехрибан
- Атая Алиева
- Эльвира Бруновская
- Кима Мамедова — Фируза
- Валентина Хмара — Галина
- Барат Шекинская — мать Закира
- Гасан Турабов
- Марьям Сеидбейли
- Исмаил Талыблы — Профессор